# شارلوت باري
شارلوت باري (بالإنجليزية: Charlotte Parry)‏ هي ممثلة بريطانية، ولدت في 16 أغسطس 1976 في برمنغهام في المملكة المتحدة.

## وصلات خارجية
- شارلوت باري على موقع IMDb (الإنجليزية)
- شارلوت باري على موقع ميوزك برينز (الإنجليزية)
- شارلوت باري على موقع قاعدة بيانات برودواي على الإنترنت (الإنجليزية)
- شارلوت باري على موقع كينوبويسك (الروسية)